# Au revoir les enfants
Pour plus de détails, voir Fiche technique et Distribution.
Au revoir les enfants est un film franco-germano-italien réalisé par Louis Malle, sorti en 1987.
Il présente l'histoire romancée, vue par un collégien, du père Jacques de Jésus, prêtre résistant qui a caché des enfants juifs dans son collège.
Le film est présenté à la Mostra de Venise 1987, où il remporte le Lion d'or, ainsi qu'à la cérémonie des César 1988, obtenant sept prix, dont celui du meilleur film et du meilleur réalisateur, et à la cérémonie des Oscars 1988 pour deux nominations.

## Synopsis
Durant l'hiver 1943-1944, dans la France occupée, Julien Quentin (Gaspard Manesse) qui a 12 ans, fils d'une famille bourgeoise, est pensionnaire au petit collège Saint-Jean-de-la-Croix, tenu par les pères carmes. Il retrouve le chemin de l'école sans joie après les vacances de Noël, pour le deuxième trimestre. Une rentrée presque comme les autres jusqu'à ce que le père Jean (Philippe Morier-Genoud) vienne présenter trois nouveaux élèves. L'un d'entre eux, le jeune Jean Bonnet (Raphaël Fejtö), est le voisin de dortoir de Julien.
Les deux élèves se jaugent, Julien est intrigué par Jean, garçon fier, mutique et mystérieux un temps rejeté par l'ensemble de la classe. Après s'être observés mutuellement, ils s'apprivoisent au jour le jour et un lien d'amitié se crée entre eux. Julien finit par comprendre le secret de son ami, son nom n'est pas Bonnet mais Kippelstein, il est juif.
Un froid matin de janvier 1944, à la suite d'une dénonciation, la Gestapo fait irruption dans le collège. Le père Jean, résistant clandestin, et les trois enfants juifs sont emmenés. Julien ne les reverra plus jamais. Les enfants sont déportés à Auschwitz et le père Jean à Mauthausen. En quittant le collège, le père Jean a prononcé ces derniers mots : « Au revoir, les enfants ».

## Fiche technique
Sauf indication contraire, les informations mentionnées dans cette section peuvent être confirmées par la base de données cinématographiques Unifrance,  présente dans la section « Liens externes ».
- Titre original : Au revoir les enfants
- Titre allemand : Auf Wiedersehen, Kinder
- Titre italien : Arrivederci ragazzi
- Réalisation et scénario : Louis Malle
- Musique : Camille Saint-Saëns et Franz Schubert
- Décors : Willy Holt
- Costumes : Corinne Jorry
- Photographie : Renato Berta
- Son : Jean-Claude Laureux, Bernard Leroux i Claude Villand
- Montage : Emmanuelle Castro
- Production : Louis Malle
- Production associée : Marin Karmitz
- Sociétés de production : Nouvelles éditions de films et MK2 Productions ; Stella Film GmbH et N. E. F. GmbH (coproductions étrangères)
- Sociétés de distribution : MK2[2] (France), Leonine (Allemagne) et Istituto Luce (Italie)
- Budget : 17 millions francs (2,7 millions euros)[3]
- Pays de production :  France,  Allemagne de l'Ouest et  Italie
- Langues originales : français, allemand et anglais
- Genres : drame, guerre
- Durée : 106 minutes[1]
- Dates de sortie :
  - Italie : 31 août 1987 (Mostra de Venise)
  - Suisse romande : 1er octobre 1987
  - France : 7 octobre 1987 ; reprise : 10 mai 2023
  - Allemagne de l'Ouest : 5 novembre 1987
- Classification :
  -  France : tous publics[1]
  -  Allemagne de l'Ouest : FSK 6

## Distribution
- Gaspard Manesse : Julien Quentin
- Raphaël Fejtö : Jean Bonnet / Kippelstein
- Francine Racette : Mme Quentin
- Stanislas Carré de Malberg : François Quentin, frère de Julien
- Philippe Morier-Genoud : Père Jean
- François Berléand : Père Michel
- François Négret : Joseph
- Peter Fitz : Müller
- Pascal Rivet : Boulanger
- Benoît Henriet : Ciron
- Richard Lebœuf : Sagard
- Xavier Legrand : Babinot
- Arnaud Henriet : Negus
- Jean-Sébastien Chauvin : Laviron
- Luc Étienne : Moreau
- Daniel Edinger : Tinchaut
- Marcel Bellot : Guibourg
- Ami Flammer : Florent
- Irène Jacob : Mlle Davenne
- Jean-Paul Dubarry : Père Hippolyte
- Jacqueline Staup : l'infirmière
- Jacqueline Paris : Mme Perrin
- Jérôme Navarro : Navarre

## Production

### Développement
Au revoir les enfants est produit par Louis Malle avec sa société Nouvelles éditions de films, accompagné du producteur associé Marin Karmitz de MK2 Productions qui occupera également la distribution confiée Fabienne Vonier. Ce film est une co-production franco-allemande avec Stella Film GmbH et N. E. F. GmbH, étant donné que « les producteurs allemands, il se trouve que ce sont des amis. L'un des deux est Français, mais travaille à Munich. Dès le départ, le projet les a intéressés et ils m'ont demandé une coproduction. J'étais un peu hésitant. Mais, c'était possible techniquement de faire la coproduction selon les règles », explique Louis Malle dans un entretien.

### Attribution des rôles
En septembre 1986, durant l'audition ayant lieu en région parisienne, Gaspard Manesse est découvert assez vite pour le rôle de Julien Quentin et, en début de janvier 1987, trois semaines avant le tournage, après des essais, Raphaël Fejtö est engagé pour interpréter le rôle de Jean Bonnet. Le réalisateur a choisi le comédien Philippe Morier-Genoud pour le rôle du Père Jean, après l'avoir aperçu dans le film Vivement dimanche ! (1983) de François Truffaut : « Ce n'était pas du tout le rôle que je lui destinais dans ce film, mais il m'a fait beaucoup rire. C'est un comédien de théâtre très doué », avoue-t-il.

### Tournage
Le tournage a lieu, entre le 26 janvier et le 27 mars 1987, surtout en pleine matinée sans « soleil », à Provins, pour l'institution Sainte-Croix — au lieu du Petit-Collège d'Avon et dans la forêt de Fontainebleau, en Seine-et-Marne,.

### Musique
La musique du film est composée par le pianiste Jean-François Heisser qui joue Franz Schubert.
Liste des pistes
1. À la claire fontaine (1:10)
2. Extrait du moment musical n°2 en la bémol majeur de Franz Schubert (2:22)
3. Moment musical n°2 en la bémol majeur D.780 de Franz Schubert (6:27)
4. Moment musical n°3 en fa bémol mineur D.780 de Franz Schubert (1:51)
5. 12 valses nobles D.969 (op. 77) de Franz Schubert (10:39)
6. N°1 en si bémol majeur : Allegretto de Franz Schubert (4:37)
7. N°2 en ré bémol majeur : Moderato de Franz Schubert (6:08)
8. Impromptu en la bémol majeur D.935 de Franz Schubert (7:09)
9. Extrait du moment musical n°2 en la bémol majeur de Franz Schubert (2:22)
10. Rondo capriccioso de Camille Saint-Saëns (3:20)
11. À la claire fontaine (1:10)

## Accueil

### Festival, cérémonie et sorties
Le film est déjà projeté en juillet 1987, avant qu'il ne soit présenté en avant-première mondiale, le 31 août de la même année, à la Mostra de Venise, en Italie, où il connaît le « premier grand succès (…), le dernier film de Louis Malle a bouleversé Venise » et les deux acteurs, Gaspard Manesse et Raphaël Fejtö, sont montés sur scène pour recevoir « avec le sérieux adéquat » le Lion d'or. En décembre suivant, il est récompensé du prix Louis-Delluc en même temps que Soigne ta droite de Jean-Luc Godard. Le 12 mars 1988 à la 13e cérémonie des César, Louis Malle et son équipe sont « les vainqueurs incontestables de la soirée », décrochant 7 César du meilleur film, meilleure réalisation, meilleur scénario original ou adaptation, meilleure photographie, meilleurs décors, meilleur son et meilleur montage.
Dans les salles obscures, il sort le 1er octobre 1987 en Suisse romande, le 7 octobre 1987 par le distributeur MK2 en France, puis le 5 novembre 1987 en Allemagne de l'Ouest.

### Box-office
En 1987, le film rassemble 3,5 millions de spectateurs en France.

### Critiques
Sur l'agrégateur américain Rotten Tomatoes, le film récolte 97 % d'opinions favorables pour 37 critiques. Sur Metacritic, il lui attribue la note de 88⁄100 à partir de 18 critiques
Danièle Heymann souligne, dans le journal Le Monde du 2 septembre 1987, « Pudeur et probité. Des vieux mots sans doute, mais nécessaires pour définir la beauté sans scories d’un récit tendre comme l’amitié et implacable comme l’Histoire, son honnêteté, sa fidélité à la vérité revisitée, sa capacité à aller au plus près des visages inédits, des regards où tout se lit. (…) Louis Malle n’a pas trahi : ni sa mémoire ni son ami ».
Jean-Pierre Lavoignat, du magazine Studio, en octobre 1987, écrit : « Modeste et pudique, Louis Malle s'efface avec élégance derrière ses jeunes héros, leurs frémissements et leurs inquiétudes, leurs rancœurs et leur insouciance, leurs secrets et leurs sourires. Jamais il ne cherche les effets. Jamais il ne veut prendre le risque d'en faire trop. (…) c'est compter sans la personnalité des deux enfants que Malle a choisis pour ressusciter les fantômes de sa jeunesse. Il ne pouvait pas tomber plus juste. Réservés, faisant tout passer sans en avoir l'air, ils s'imposent immédiatement et donnent à la petite musique de Louis Malle un charme rare. celui de l'authenticité ».
Serge Toubiana, du magazine Les Cahiers du cinéma du novembre 1987, précise que « ce n’est pas seulement l’histoire qui est datée (1944, l’Occupation, un collège catholique près de Fontainebleau…), mais la forme même du film, qui le fait ressembler à ce qu’il pouvait y avoir de meilleur dans le cinéma français des années cinquante… ».

## Distinctions

### Récompenses
- Mostra de Venise 1987 : Lion d'or[11]
- Prix Louis-Delluc 1987
- César 1988[13] :
  - Meilleur film
  - Meilleure réalisation
  - Meilleur scénario original ou adaptation
  - Meilleure photographie
  - Meilleurs décors
  - Meilleur son
  - Meilleur montage
- David di Donatello 1988 : meilleur film étranger
- London Film Critics Circle 1989 : meilleur film en langue étrangère

### Nominations
- Golden Globes 1988 : meilleur film en langue étrangère
- César 1988[13] :
  - Meilleur espoir masculin pour François Négret
  - Meilleurs costumes
- Oscars 1988 :
  - Meilleur film en langue étrangère
  - Meilleur scénario original

## Autour du film
- Le film que regardent les enfants est L'Émigrant, court métrage de Charlie Chaplin sorti en 1917.
- En 1990, au lendemain de la profanation du cimetière juif de Carpentras, Lionel Jospin, alors ministre de l'Éducation nationale, invita les enseignants de collège à projeter Au revoir les enfants devant leurs élèves[17].
- Le chef décorateur Willy Holt, né en 1921, remporte le César de 1988 pour les décors et prononce un discours resté mémorable dans l'histoire du cinéma. Willy Holt, résistant, a été déporté dans le convoi no 67 de février 1944, celui-là même dans lequel les trois héros du film sont emmenés à Auschwitz[18].
- Ce film fait partie de la Liste du BFI des 50 films à voir avant d'avoir 14 ans établie en 2005 par le British Film Institute.

## Analyse

### Genèse
Ce film est en partie autobiographique. Louis Malle a vécu cette histoire qui a longuement occupé son esprit, selon ses propres dires : « Pendant longtemps, j'ai purement et simplement refusé de m'y attaquer, parce que cet événement m'avait traumatisé et qu'il a eu une énorme influence sur ma vie ».
Le projet de départ s'intitulait d'ailleurs My Little Madeleine (en référence à la madeleine de Proust) avant de s'intituler Le Nouveau puis finalement Au revoir les enfants.
Néanmoins, le réalisateur ne prétend pas raconter la vérité à la façon d'un documentaire : c'est une fiction composée de ses souvenirs, auxquels il a ajouté des anecdotes trouvées ailleurs et des éléments imaginaires.
De façon générale, l'amitié entre Julien et Jean est inventée. Le jeune Malle n'a pas réellement développé d'amitié avec le vrai Bonnet ; il déclarera dans plusieurs interviews que c'est ce regret qui a motivé le film. Le personnage de Julien corrige ce que Louis Malle n'a pas eu le temps, l'occasion ou la présence d'esprit de faire à l'époque. Sa recherche d'indices sur l'identité de Jean (à la façon d'un Sherlock Holmes – cité dans le film) peut être vue comme l'investigation que le réalisateur fait a posteriori sur son passé.

### Histoire réelle
|  |

Au revoir les enfants est une version romancée d'événements que Louis Malle a vécus. Dans la réalité, le jeune Jean Bonnet s'appelle Hans-Helmut Michel (6 juin 1930 - 6 février 1944) et il est resté environ un an dans le collège d'Avon, près de Fontainebleau. Il est arrivé dans cet internat quelques mois avant Louis Malle et son frère Bernard.

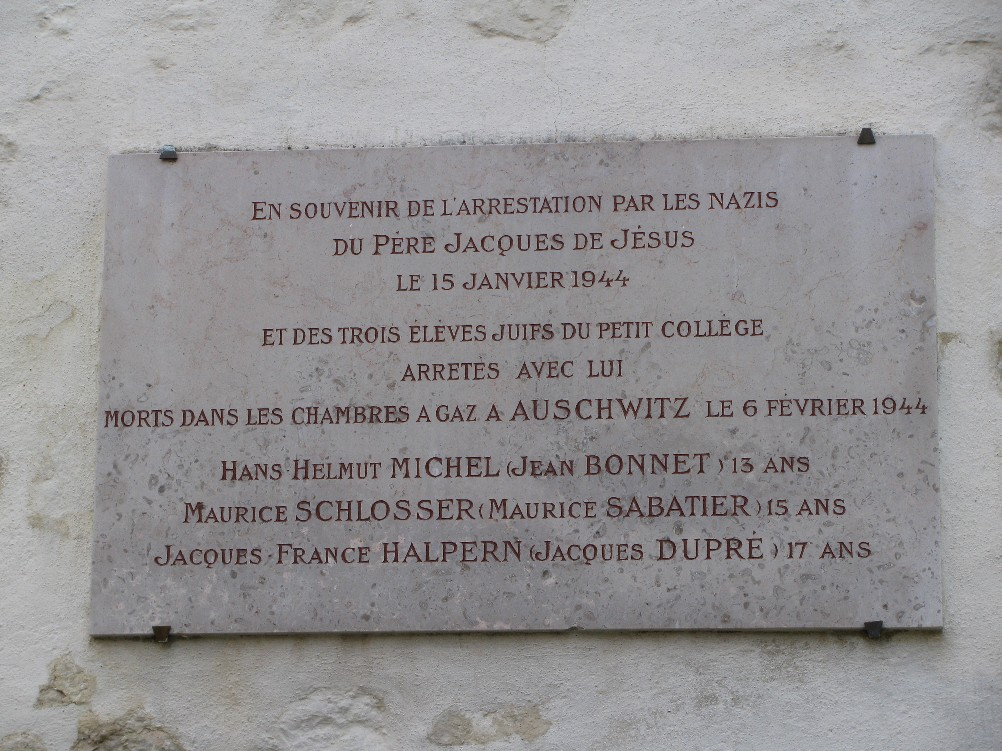
Plaque commémorative dans la cour du couvent des Carmes.

Après son arrestation par la Gestapo (avec les autres enfants et le prêtre qui les quitte en disant simplement Au revoir) le 15 janvier 1944, il est envoyé à Drancy, puis déporté à Auschwitz.
Le « père Jean » du film a lui aussi existé. Il s'appelle Lucien Bunel, en religion Jacques de Jésus (29 janvier 1900 - 2 juin 1945). Pour avoir caché les trois enfants juifs dans le collège d'Avon, il est déporté au camp de concentration de Mauthausen. Il est mort une semaine après la libération du camp. Il est honoré à Yad Vashem en tant que Juste parmi les nations. Sa cause en béatification a été introduite à Rome en 1997.
Plusieurs articles indiquent que le film s'inspire également de l'enfance de Gilles Jacob, ancien directeur du festival de Cannes, caché dans un séminaire pendant la guerre.